# Championnat du monde de vitesse moto 1986
Navigation
Édition précédente Édition suivante
Le Championnat du monde de vitesse moto 1986 est la 38e saison de vitesse moto organisée par la FIM.

Ce championnat comporte douze courses de Grand Prix, pour quatre catégories : 500 cm3, 250 cm3, 125 cm3 et 80 cm3.

## Attribution des points
Les points du championnat sont attribués aux dix premiers de chaque course :
| Classement | 1  | 2  | 3  | 4 | 5 | 6 | 7 | 8 | 9 | 10 |
| ---------- | -- | -- | -- | - | - | - | - | - | - | -- |
| Points     | 15 | 12 | 10 | 8 | 6 | 5 | 4 | 3 | 2 | 1  |

## Grand Prix de la saison
| N° | Course                            | Lieu         | Vainqueur 80 cm³   | Vainqueur 125 cm³  | Vainqueur 250 cm³ | Vainqueur 500 cm³ | Résultat |
| -- | --------------------------------- | ------------ | ------------------ | ------------------ | ----------------- | ----------------- | -------- |
| 1  | Grand Prix d'Espagne              | Jarama       | Jorge Martínez     | Fausto Gresini     | Carlos Lavado     | Wayne Gardner     | Résultat |
| 2  | Grand Prix des Nations            | Monza        | Stefan Dörflinger  | Fausto Gresini     | Anton Mang        | Eddie Lawson      | Résultat |
| 3  | Grand Prix d'Allemagne de l'Ouest | Nürburgring  | Manuel Herreros    | Luca Cadalora      | Carlos Lavado     | Eddie Lawson      | Résultat |
| 4  | Grand Prix d'Autriche             | Salzburgring | Jorge Martínez     | Luca Cadalora      | Carlos Lavado     | Eddie Lawson      | Résultat |
| 5  | Grand Prix de Yougoslavie         | Rijeka       | Jorge Martínez     |                    | Sito Pons         | Eddie Lawson      | Résultat |
| 6  | Grand Prix des Pays-Bas           | Assen        | Jorge Martínez     | Luca Cadalora      | Carlos Lavado     | Wayne Gardner     | Résultat |
| 7  | Grand Prix de Belgique            | Spa          |                    | Domenico Brigaglia | Sito Pons         | Randy Mamola      | Résultat |
| 8  | Grand Prix de France              | Le Castellet |                    | Luca Cadalora      | Carlos Lavado     | Eddie Lawson      | Résultat |
| 9  | Grand Prix de Grande-Bretagne     | Silverstone  | Ian McConnachie    | August Auinger     | Dominique Sarron  | Wayne Gardner     | Résultat |
| 10 | Grand Prix de Suède               | Anderstorp   |                    | Fausto Gresini     | Carlos Lavado     | Eddie Lawson      | Résultat |
| 11 | Grand Prix de Saint-Marin         | Misano       | Pier Paolo Bianchi | August Auinger     | Tadahiko Taira    | Eddie Lawson      | Résultat |
| 12 | Grand Prix de Bade-Wurtemberg     | Hockenheim   | Gerhard Waibel     | Fausto Gresini     |                   |                   | Résultat |

## Résultats de la saison

### Championnat 1986 catégorie 500 cm³
| Clas. | Pilote               | N° | Pays        | Constructeur     | Points | Victoires |
| ----- | -------------------- | -- | ----------- | ---------------- | ------ | --------- |
| 1     | Eddie Lawson         | 2  | États-Unis  | Marlboro-Yamaha  | 139    | 7         |
| 2     | Wayne Gardner        | 4  | Australie   | Rothmans-Honda   | 117    | 3         |
| 3     | Randy Mamola         | 6  | États-Unis  | Kool-Yamaha      | 105    | 1         |
| 4     | Mike Baldwin         | 11 | États-Unis  | Kool-Yamaha      | 78     | 0         |
| 5     | Rob McElnea          | 47 | Royaume-Uni | Marlboro-Yamaha  | 60     | 0         |
| 6     | Christian Sarron     | 3  | France      | Gauloises-Yamaha | 58     | 0         |
| 7     | Didier de Radiguès   | 8  | Belgique    | Rollstar-Honda   | 42     | 0         |
| 8     | Raymond Roche        | 7  | France      | Katayama-Honda   | 35     | 0         |
| 9     | Ron Haslam           | 5  | Royaume-Uni | ELF-Honda        | 18     | 0         |
| 10    | Pier-Francesco Chili | 46 | Italie      | HB-Suzuki        | 18     | 0         |

### Championnat 1986 catégorie 250 cm³
| Clas. | Pilote              | N° | Pays                 | Constructeur | Points | Victoires |
| ----- | ------------------- | -- | -------------------- | ------------ | ------ | --------- |
| 1     | Carlos Lavado       | 3  | Venezuela            | Yamaha       | 114    | 6         |
| 2     | Sito Pons           | 19 | Espagne              | Honda        | 108    | 2         |
| 3     | Dominique Sarron    | 46 | France               | Yamaha       | 72     | 1         |
| 4     | Anton Mang          | 2  | Allemagne de l'Ouest | Honda        | 65     | 1         |
| 5     | Jean-François Baldé | 17 | France               | Honda        | 63     | 0         |
| 6     | Martin Wimmer       | 4  | Allemagne de l'Ouest | Yamaha       | 56     | 0         |
| 7     | Jacques Cornu       | 10 | Suisse               | Honda        | 32     | 0         |
| 8     | Fausto Ricci        | 5  | Italie               | Honda        | 30     | 0         |
| 9     | Tadahiko Taira      | 31 | Japon                | Yamaha       | 28     | 1         |
| 10    | Donnie McLeod       |    | Royaume-Uni          | Armstrong    | 27     | 0         |

### Championnat 1986 catégorie 125 cm³
| Clas. | Pilote             | N° | Pays      | Constructeur | Points | Victoires |
| ----- | ------------------ | -- | --------- | ------------ | ------ | --------- |
| 1     | Luca Cadalora      | 22 | Italie    | Garelli      | 122    | 4         |
| 2     | Fausto Gresini     | 1  | Italie    | Garelli      | 114    | 4         |
| 3     | Domenico Brigaglia | 6  | Italie    | MBA          | 80     | 1         |
| 4     | August Auinger     | 3  | Autriche  | Bartol       | 60     | 2         |
| 5     | Ezio Gianola       | 4  | Italie    | MBA          | 57     | 0         |
| 6     | Bruno Kneubühler   | 5  | Suisse    | LCR          | 54     | 0         |
| 7     | Lucio Pietroniro   |    | Belgique  | MBA          | 37     | 0         |
| 8     | Pier Paolo Bianchi | 2  | Italie    | Seel         | 34     | 0         |
| 9     | Johnny Wickström   |    | Finlande  | Tunturi      | 33     | 0         |
| 10    | Willy Perez        |    | Argentine | Zanella      | 26     | 0         |

### Championnat 1986 catégorie 80 cm³
| Clas. | Pilote             | N° | Pays                 | Constructeur        | Points | Victoires |
| ----- | ------------------ | -- | -------------------- | ------------------- | ------ | --------- |
| 1     | Jorge Martínez     | 2  | Espagne              | Derbi               | 94     | 4         |
| 2     | Manuel Herreros    | 4  | Espagne              | Derbi               | 85     | 1         |
| 3     | Stefan Dörflinger  | 1  | Suisse               | Krauser             | 82     | 1         |
| 4     | Hans Spaan         |    | Pays-Bas             | Huvo                | 57     | 0         |
| 5     | Gerhard Waibel     | 5  | Allemagne de l'Ouest | Real (constructeur) | 51     | 1         |
| 6     | Ian McConnachie    | 6  | Royaume-Uni          | Krauser             | 50     | 1         |
| 7     | Ángel Nieto        | 9  | Espagne              | Derbi               | 45     | 0         |
| 8     | Pier Paolo Bianchi |    | Italie               | Seel                | 44     | 1         |
| 9     | Josef Fischer      |    | Autriche             | Krauser             | 13     | 0         |
| 10    | Gerd Kafka         |    | Autriche             | Krauser             | 9      | 0         |